# BEC Tero Sasana Football Club
El BEC Tero Sasana Football Club (tailandès สโมสรฟุตบอลบีอีซี เทโรศาสน) és un club de futbol tailandès de la ciutat de Bangkok.

## Història
El club va ser fundat l'any 1992 amb el nom de Sasana Witthaya School fundat per Worawi Makudi. El 1996 pujà per primer cop a la primera divisió i s'ajuntà amb Brian L. Marcar, de l'empresa BEC-TERO Entertainment Co. Ltd., i adoptà el nom de Football Club TERO SASANA. El 1998, l'empresa BEC-World Public Company Limited també donà suport al club i adoptà el nom BEC-TERO SASANA FC.
L'uniforme original del club era tot blau. L'any 2005 arribà a un acord de col·laboració amb l'Arsenal FC i adoptà els colors del club anglès.

## Palmarès
- Lliga tailandesa de futbol: 
  - 2000, 2001
- Kor Royal Cup (ถ้วย ก.) : 
  - 2001
- Copa tailandesa de futbol: 
  - 2000